# الاتحاد الوطني الإفريقي الزيمبابوي - الجبهة الوطنية
الاتحاد الوطني الأفريقي الزيمبابوي - الجبهة الوطنية (بالإنجليزية: Zimbabwe African National Union – Patriotic Front )‏ هو حزب سياسي زيمبابوي، أسس في 22 ديسمبر 1987، يقع مقره في هراري، ومن مؤسسيه روبرت موغابي، وجوشوا نكومو.

## أعضاء بارزون
- كود سباركل
- تحديث القائمة

- روبرت موغابي (1987 - 2017)
- إمرسون منانغاغوا (1987 - )
- كنعان بانانا
- غريس موغابي ( - 2017)
- فيليكيزيلا مفوكو
- Joice Mujuru
- Constantine Chiwenga
- سالي موغابي
- هربرت شيتيبو
- Simba Makoni